# Cima Genova
Die Cima Genova (italienisch für Genuaspitze) ist ein wuchtiger und 1840 m hoher Berg im westantarktischen Ellsworthland. In den Enterprise Hills der Heritage Range im Ellsworthgebirge ragt er 3 km nordöstlich des Schoeck Peak auf. Seine West- und Nordflanke sind vereist.
Italienische Wissenschaftler benannten ihn 2002 nach der Stadt Genua, Sitz der Regionalgruppe des Club Alpino Italiano des Erstbesteigers Paolo Gardino.